# Courtonne
La Courtonne est une rivière française de Normandie, sous-affluent de la Touques par l'Orbiquet (rive droite), dans les départements de l'Eure et du Calvados.

## Géographie
La Courtonne prend sa source sur le territoire de la commune de Saint-Mards-de-Fresne, dans l'Eure, tout près de la limite avec le Calvados qu'elle rejoint après quelques dizaines de mètres. Elle prend la direction de l'ouest, puis du nord à Courtonne-les-Deux-Églises, avant de retrouver la direction de l'ouest à Courtonne-la-Meurdrac. Elle se joint aux eaux de l'Orbiquet entre Glos et Beuvillers, après un parcours de 17,1 km à l'est du pays d'Auge.

## Communes traversées
- Saint-Mards-de-Fresne (source)
- Courtonne-les-Deux-Églises
- Saint-Germain-la-Campagne
- Cordebugle
- Courtonne-la-Meurdrac
- Glos (confluent)